# Henry Tracey Coxwell

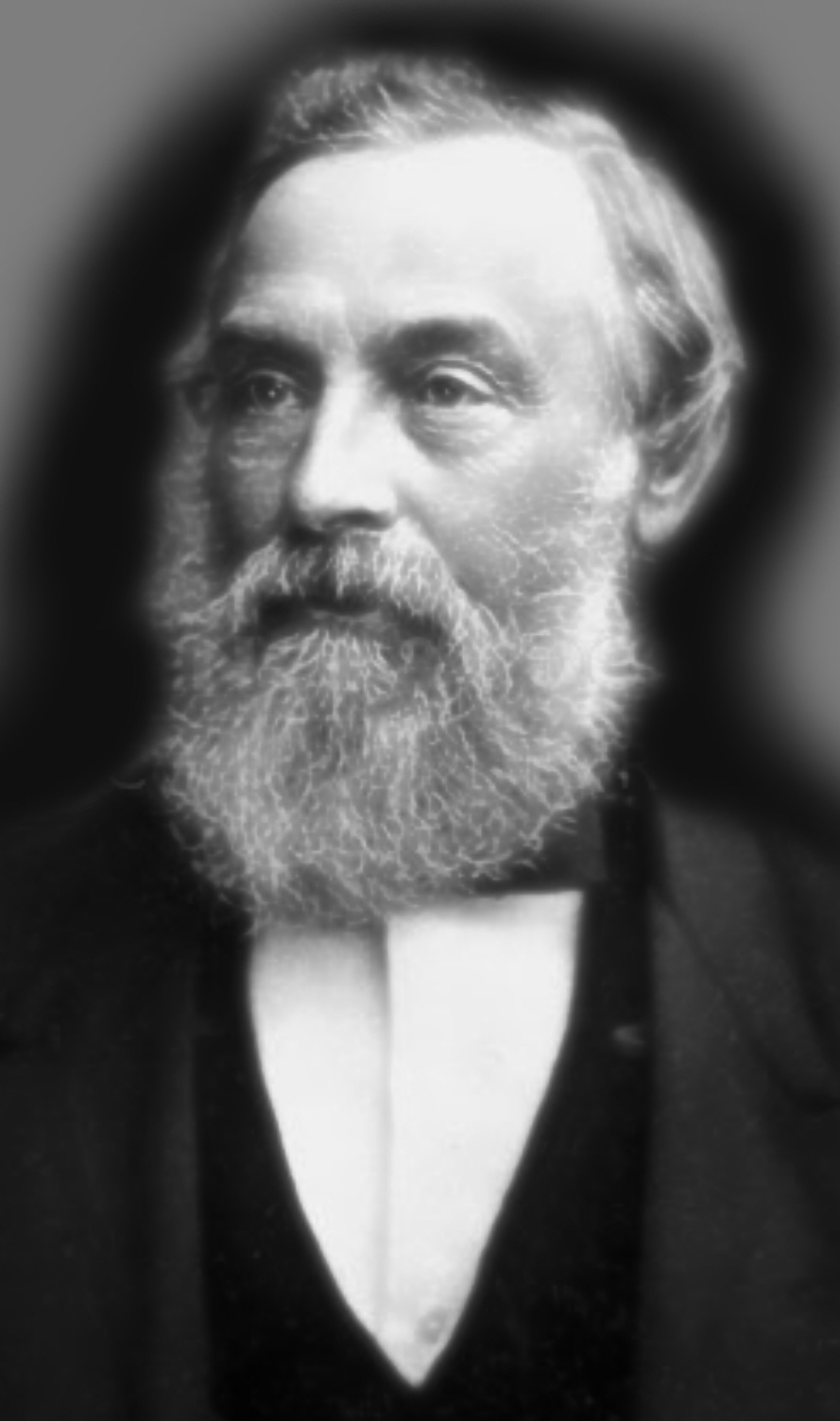
Henry Tracey Coxwell

Henry Tracey Coxwell (* 2. März 1819 in Wouldham bei Rochester Castle; † 5. Januar 1900 in Tottenham) war ein britischer Ballonfahrer.

## Leben
Coxwell war der jüngste Sohn des Joseph Coxwell, Commander der Royal Navy. Er besuchte die Schule in Chatham, wo seine Familie seit 1822 lebte. Er absolvierte eine Ausbildung zum Zahnarzt und ließ sich nach dem Tod seines Vaters in London nieder.
Schon in der Jugend hegte Coxwell lebhaftes Interesse für Luftschifffahrt und hatte viele Luftreisen mit anderen unternommen, bevor er selbst einen Ballon besaß. Ab 1844 war er hauptsächlich mit der Aeronautik beschäftigt. Er gründete 1845 das von ihm redigierte Aerostatic Magazine und machte in der Folge etwa 700 Luftfahrten, von denen eine mit dem Meteorologen James Glaisher 1862 die bemerkenswerteste ist. Die beiden stiegen ohne zusätzliche Sauerstoffversorgung bis auf eine Höhe, die Glaisher später auf 11.270 Meter (37.000 Fuß) schätzte. Er war bei etwa 8.800 Meter (29.000 Fuß) in Ohnmacht gefallen. Glaisher verlor das Bewusstsein, und Coxwell konnte nur mit Mühe und mit den Zähnen das Steuerventil öffnen und den Ballon zum Sinken bringen. Über die Ergebnisse seiner Luftschifffahrten berichtete Coxwell in mehreren Schriften und Vorlesungen.
Während des Deutsch-Französischen Krieges 1870/71 war Coxwell in der preußischen Luftschifferabteilung beschäftigt.
Henry Tracey Coxwell starb am 5. Januar 1900 in Tottenham.

## Veröffentlichungen
- Life and Balloon experiences. 2 Bände, London 1887–89.